# Leptospermum sericatum
Leptospermum sericatum är en myrtenväxtart som beskrevs av John Lindley. Leptospermum sericatum ingår i släktet Leptospermum och familjen myrtenväxter. Inga underarter finns listade i Catalogue of Life.